# 三木美術館
三木美術館(みきびじゅつかん)は兵庫県姫路市にある美術館。平成20年6月開館。

## 概要
美樹工業の創業者・三木茂克が所蔵していた美術品を中心に、板谷波山・金重陶陽・平山郁夫ら日本を代表的する作家の陶磁器約800点、絵画作品約200点を所蔵・展示している。美術館が入る地上8階、地下1階のビルは、姫路城の直ぐ南、大手前通りと国道2号の交差点南西角に建つ。

## 施設[4]
- 絵画展示室
- 工芸品・絵画展示室
- gallery アートスペース miki
- 貸茶室：檜庵 - 京都裏千家にある茶室「又隠」をモデルとする。

## 常設展
- 隠崎隆一（備前焼作家）の作品を約10点数[5]。
- 那波多目功一（日本画家）
- 牧進（日本画家）

## 主な所蔵品[6]

### 工芸品
- 板谷波山 - 蛋殻磁香爐
- 井上萬二 - 青白磁柿彫文壷
- 今井政之 - 象嵌窯変鶏華大皿
- 音丸耕堂 - 彫漆電信草菓子器
- 隠﨑隆一 - 丸大皿
- 金重陶陽 - 彩色備前牡丹唐獅子香炉
- 加守田章二 - 一九七六壺
- 河井寛次郎 - 笹繒四方鉢
- 北大路魯山人 - 備前土鉢
- 楠部彌弌 - 青華彩色鍋島草花之図水指
- 島岡達三 - 地釉縄文象嵌方壷
- 清水卯一 - 蓬莱耀茶碗
- 徳田八十吉（三代） - 耀彩鉢ロンド
- 富本憲吉 - 色繒角皿
- 濱田庄司 - 地掛緑黒茶碗
- 中島宏 - 青瓷彫文壷
- 松井康成 - 練上破調文大壷　 銘：蛾眉山
- 三浦小平二 - 青磁飾り筒"スペイン教会"
- 楽了入(九代) - 千鳥写黒茶碗
- 作者不詳 - 東山焼青磁滝鯉花瓶

### 日本画
- 伊東深水 - 爽秋
- 奥田元宋 - 冬嶺
- 川合玉堂 - 多摩川渡頭春色
- 工藤甲人 - 薔薇
- 後藤純男 - 斑鳩
- 杉山寧 - シン
- 那波多目功一 - 白耀
- 橋本関雪 - 鶴
- 東山魁夷 - 池畔
- 平山郁夫 - 月光薬師寺
- 前田青邨 - 日の出
- 牧進 - 嘉日双鱗図
- 横山大観 - 三保乃不二

### 洋画
- 牛島憲之 - 海
- 梅原龍三郎 - 風景
- 岡田三郎助 - 水邊裸婦
- 荻須高徳 - CHARTRES
- 絹谷幸二 - 画質の自画像
- 佐伯祐三 - 下落合風景
- 東郷青児 - 花を摘む女達
- 林武 - 十和田湖
- 安井曾太郎 - 上高地
- 山下清 - 金町の魚釣り

## 交通アクセス
- 山陽電鉄本線 山陽姫路駅 徒歩7分
- JR神戸線 姫路駅 徒歩8分

## 周辺
- 好古園
- 姫路市立美術館
- 兵庫県立歴史博物館
- 姫路文学館
- 姫路市立動物園